# Lemmer, l'Invisible
Lemmer, l'Invisible est un roman policier de Deon Meyer, paru en 2007 en Afrique du Sud sous le titre Onsigbaar.
Il traduit en français par Estelle Roudet en 2008.

## Résumé
Body Armor est une compagnie florissante de protection rapprochée, qui propose à ses riches clients deux types de services : les gorilles, gros bras chargés d'intimider les malfrats et les invisibles gardes du corps plus discrets mais d'autant plus redoutables. Lemmer est un invisible mais aussi un homme au passé douloureux, et c'est lui que la jeune Emma Le Roux vient trouver lorsqu'elle se sent menacée. Cette dernière affirme avoir vu son frère à la télévision impliqué dans une affaire de meurtre, le problème est que celui-ci est porté disparu depuis vingt ans. Si l'histoire paraît incroyable, la menace semble bien réelle.